# 小蘭格拉本河

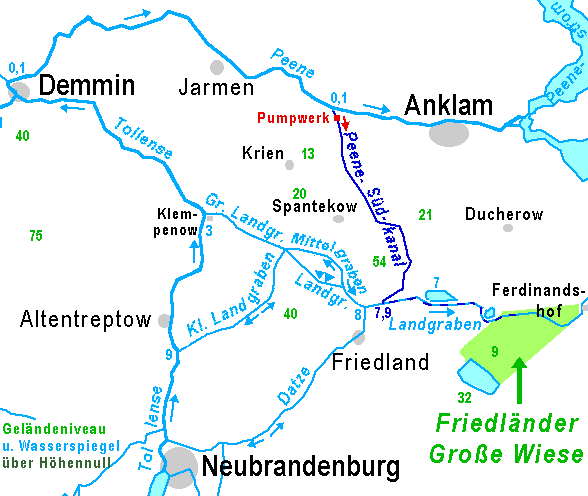
小蘭格拉本河位置圖

53°45′6.5″N 13°25′52.8″E / 53.751806°N 13.431333°E
小蘭格拉本河（德語：Kleiner Landgraben），是德國的河流，位於該國東北部，由梅克倫堡-前波美拉尼亞州負責管轄，該河流處於舊特雷普托，河道全長16公里。